# Magyar alapítású japánkertek listája
Az alábbi lista tartalmazza azon magyar alapítású japánkerteket, amelyek valamilyen formában szabadon látogathatóak. A legtöbb 1990 után alapított japánkert, illetve felújítás a Japánkert Magyarország Egyesület nevű nonprofit szervezethez kötődik.
| Név                                                                             | Helyszín                               | Alapítás éve           | Felújítás éve | Jelleg               | Alap- terület                   | Tervező                              | Megjegyzések                                                                  |
| ------------------------------------------------------------------------------- | -------------------------------------- | ---------------------- | ------------- | -------------------- | ------------------------------- | ------------------------------------ | ----------------------------------------------------------------------------- |
| Barátság-kert                                                                   | Kézdivásárhely, Románia                | 2011                   | n.a.          | szárazkert           | n.a.                            | Dani Zoltán                          |                                                                               |
| Fővárosi Állat- és Növénykert japánkertje                                       | Budapest, Állatkerti krt. 6-12.        | n.a.                   | 2014          | hagyományos          | n.a.                            | Dani Zoltán (2014)                   |                                                                               |
| Füvészkert (ELTE Botanikus Kert) ázsiai kertje                                  | Budapest, Illés u. 25.                 | n.a.                   | 2011          | hagyományos          | n.a.                            | n.a.                                 |                                                                               |
| Hanami – Cseresznyefavirágzás Japánkert                                         | Szentendre                             | 1999 (eredetileg 1974) | n.a.          | hagyományos, teakert | 400 m²                          | Dani Zoltán                          | a Kertnézőben-program keretében tekinthető meg                                |
| Hungexpo-szárazkert                                                             | Budapest, Expo tér 1.                  | 2013                   | n.a.          | szárazkert           | <25 m²                          | Dani Zoltán                          | Hungexpo-események alkalmával tekinthető meg                                  |
| Margit-szigeti Szikla- és Japánkert                                             | Budapest (Margit-sziget)               | 1936                   | 1992 2014     | hagyományos          | 10 500 m²                       | Magyar György [forrás?](alapításkor) |                                                                               |
| Múló Idő zen kert                                                               | Szentendre, Bolgár u. (Rózsakert-ltp.) | n.a.                   | n.a.          | szárazkert           | <25 m²                          | Dani Zoltán                          |                                                                               |
| Nyíregyházi Egyetem Tuzson János Botanikus Kertjének japánkertje                | Nyíregyháza, Sóstói út 31/b            | n.a.                   | n.a.          | hagyományos          | n.a.                            | n.a.                                 |                                                                               |
| Szegedi Tudományegyetem Füvészkertjének japánkertje                             | Szeged, Lövölde u. 42.                 | n.a.                   | n.a.          | hagyományos          | n.a.                            | Dani Zoltán                          |                                                                               |
| Szentendrei Japánkert, Kertiskola és Kertműhely (Az Összefogás Kertje)          | Szentendre, Duna-korzó                 | 2016                   | n.a.          | hagyományos          | n.a.                            | Dani Zoltán                          |                                                                               |
| Tan Kapuja Buddhista Főiskola japánkertje                                       | Budapest, Börzsöny u. 11               | n.a.                   | n.a.          | szárazkert           | <25 m²                          | Dani Zoltán                          | Dani alma matere                                                              |
| Tündérkert                                                                      | Budapest (Budafok)                     | 2013                   | n.a.          | hagyományos          | 100 m²                          | Jakab Zoltán Csaba                   | a Kertnézőben-program keretében tekinthető meg                                |
| Varga Márton Kertészeti és Földmérési Szakképző Iskola és Kollégium japánkertje | Budapest, Mogyoródi út 56-60.          | 1928                   | n.a.          | hagyományos, teakert | 3000 m² (kb. 200 m² vízfelület) | Varga Márton                         | iskolai nyílt napokon és az Európai Kulturális Örökség Napjain tekinthető meg |
| Zen Garden                                                                      | Noszvaj, Szomolyai út (Oxigén Hotel)   | n.a.                   | n.a.          | szárazkert           | n.a.                            | Dani Zoltán                          |                                                                               |

## Lásd még
- Japánkert
- Arborétum
- Botanikus kert